# Astiphromma rutilum
Astiphromma rutilum là một loài tò vò trong họ Ichneumonidae.